# Caecilia albiventris
Caecilia albiventris är en groddjursart som beskrevs av Daudin 1803. Caecilia albiventris ingår i släktet Caecilia och familjen Caeciliidae. IUCN kategoriserar arten globalt som otillräckligt studerad. Inga underarter finns listade.